# Вільковиці (Равський повіт)
Вільковиці (пол. Wilkowice) — село в Польщі, у гміні Рава-Мазовецька Равського повіту Лодзинського воєводства.
Населення — 368 осіб (2011).
У 1975-1998 роках село належало до Скерневицького воєводства.

## Демографія
Демографічна структура станом на 31 березня 2011 року:
|          | Загалом | Допрацездатний вік | Працездатний вік | Постпрацездатний вік |
| -------- | ------- | ------------------ | ---------------- | -------------------- |
| Чоловіки | 180     | 34                 | 129              | 17                   |
| Жінки    | 188     | 38                 | 93               | 57                   |
| Разом    | 368     | 72                 | 222              | 74                   |